# Internationale Vereinigung für Wasserumwelttechnik und -forschung
Die Internationale Vereinigung für Wasserumwelttechnik und -forschung (IAHR) (International Association for Hydro-Environment Engineering and Research) ist eine weltweit operierende unabhängige Non-Profit-Organisation mit zwei Sekretariaten in Madrid und Peking. Gegründet 1935 als International Association of Hydraulic Engineering and Research, firmiert sie seit 2009 unter dem gegenwärtigen Namen. IAHR sieht sich als Interessenvertretung der globalen Wasserwirtschaft in deren gesamten Bandbreite von der Forschung über die Bautechnik bis zur Nachhaltigkeit. Die Organisation fördert die internationale Zusammenarbeit auf Gebieten wie der Exploration von Gewässern bis zu maritimen Fragen, die Erforschung zu den Risiken und Folgen von Überflutungen bzw. Hochwassern, umweltverträglicher Wasserwirtschaft sowie allen Variationen im Zusammenhang mit gefrorenem Wasser (Eis), von den Gletschern der Berge bis zu den arktischen Eiswüsten. Aber auch Fragen zum Bau von Wehren, Deichen und Staudämmen, Flussbegradigungen und die Renaturierung stehen auf ihrer Agenda.
IAHR versteht sich als eine Gesellschaft zur Förderung und Unterstützung der Theorie (Forschung) und der Praxis, wobei insbesondere der Nachhaltigkeit im Kontext zum Wasserressourcen-Management und der industriellen Verwendung des Wassers eine besondere Rolle spielt.
Um die Ziele, die sich IAHR gesetzt hat zu erreichen, verfügt sie über eine Vielzahl von freiwilligen und ehrenamtlichen Mitgliedern, die mit Arbeitsgruppen, Forschungstagungen, Kongressen, Spezial-Konferenzen und Workshops die Impulse geben. Abgerundet werden diese Aktivitäten mit Fachzeitschriften in Zusammenarbeit mit internationalen Organisationen wie UN-Water, UNESCO, WMO, IDNDR, GWP, ICSU aber auch in Kooperation mit nationalen Körperschaften, die in Beziehung zu dieser Materie stehen. So publiziert IAHR gemeinsam mit den Verlagen Taylor & Francis und Elsevier eine Reihe von Fachzeitschriften wie das Journal of Hydraulic Research, das Journal of River Basin Management, das Journal of Water Engineering and Research, das Revista Iberoamericana del Agua RIBAGUA, das Journal of Ecohydraulics und das Journal of Hydro-Environment Engineering and Research mit der Korean Water Resources Association. Dazu noch ein vierteljährlich erscheinendes Magazin mit dem Namen Hydrolink zusammen mit einigen E-Zines.
Die Aktivitäten von IAHR werden von ca. hundert gewählten aber ehrenamtlichen Wissenschaftlern aus allen Kontinenten getragen; unterstützt von professionellen Sekretariaten mit Büros in Madrid, im Auftrag des Konsortiums Spain Water (Centro de Estudios y Experimentación de Obras Públicas (CEDEX), Direccion General del Agua, Direccion General de Costas, MAPAMA in Spanien), und dem Büro in Peking (China), das von der IWHR, Suez und Hydromodel gesponsert wird.
Die Leitung der Organisation wird alle zwei Jahre auf einer Versammlung der Mitglieder gewählt und (Stand 2020) von Joseph Hun-Wei LKee (Hongkong) als Präsident und den Vizepräsidenten Silke Wieprecht (Deutschland), Robert Ettema (USA) und Hyoseop Woo (Republik Korea) geführt. Die Generalsekretäre sind Ramón Gutiérrez Serret (Spanien) und Jing Peng (Volksrepublik China).
IAHR ist ein Partner des Internationalen Wissenschaftsrats (ICSU) und von UN-Water.
Der IAHR Weltkongress ist das wichtigste Treffen der Organisation mit 800 bis 1500 Besuchern aus der ganzen Welt und genießt als wissenschaftliches Forum ein hohes Ansehen. Der nächste Weltkongress findet im Juli 2021 in Granada in Spanien statt.

## Weblink
- International Association for Hydro-Environment Engineering and Research

## IAHR Publikationen
- Journal of Hydraulic Research[7] in Kooperation mit Taylor & Francis.
- International Journal of River Basin Management zusammen mit der International Association of Hydrological Sciences und INBO[8] in Kooperation mit Taylor & Francis[9].
- International Journal of Applied Water Engineering and Research zusammen mit dem World Council of Civil Engineers[10] und in Kooperation mit Taylor & Francis.
- Die IAHR Asia Pacific Division publiziert das Journal of Hydro-Environment Research[11] in Kooperation mit der Korean Water Resources Association (KWRA) und Elsevier
- Die IAHR Latin America Division publiziert das Revista Iberoamericana del Agua[12] in Kooperation mit dem World Council of Civil Engineers (WCCE).

## Nachweise
1. ↑  Secretariat. IAHR, abgerufen am 12. April 2020 (englisch).
2. ↑  Global Water Partnership. Abgerufen am 11. April 2020 (englisch).
3. ↑  Korea Water Resources Association. APFM, archiviert vom Original (nicht mehr online verfügbar) am 12. April 2020; abgerufen am 11. April 2020 (englisch).  Info: Der Archivlink wurde automatisch eingesetzt und noch nicht geprüft. Bitte prüfe Original- und Archivlink gemäß Anleitung und entferne dann diesen Hinweis.
4. ↑  CEDEX. Cedex.es, abgerufen am 11. April 2020 (spanisch).
5. ↑  Introduction. China Institute of Water Resources and Hydropower Research, abgerufen am 11. April 2020 (englisch).
6. ↑  Council. IAHR, abgerufen am 12. April 2020 (englisch).
7. ↑  Journal of Hydraulic Research. Abgerufen am 12. April 2020 (englisch).
8. ↑  International Network of Basin Organizations. Abgerufen am 12. April 2020 (englisch).
9. ↑  Introduction. China Institute of Water Resources and Hydropower Research, abgerufen am 12. April 2020 (englisch).
10. ↑  Homepage. WCCE, abgerufen am 12. April 2020 (englisch).
11. ↑  Journal of Hydro-environment Research. elsevier, abgerufen am 12. April 2020 (englisch).
12. ↑  RIBAGUA - Revista Iberoamericana del Agua. Elsevier, abgerufen am 12. April 2020 (spanisch).